# 205 aC
El 205 aC va ser un any del calendari romà prejulià. A la República i a l'Imperi Romà es coneixia com l'Any del Consolat d'Escipió i Cras Dives (o també any 549 Ab urbe condita). L'ús del nom «205 aC» per referir-se a aquest any es remunta a l'alta edat mitjana, quan el sistema Anno Domini va ser el mètode de numeració dels anys més comú a Europa.

## Esdeveniments

### Antic Egipte
- A la mort de Ptolemeu IV Filopàtor, Agàtocles, ministre del rei, i el seu cercle de col·laboradors amaguen la notícia per tenir temps d'apoderar-se del tresor reial i conspirar per col·locar Agàtocles al tron, però finalment decideixen, per consell de Sosibi, tutor del jove Ptolemeu V Epífanes, de col·locar Epífanes al tron l'any 204 aC però sota la tutela d'Agatoclea.[2]

### Imperi Selèucida
- Antíoc III, després de passar l'hivern a Carmània, arriba a Babilònia. A finals d'any o potser a principis de l'any següent (204 aC), dirigeix una expedició a la regió del golf Pèrsic contra diversos pobles àrabs, sobretot contra Gerrha.[3]

### Àsia Menor
- Àtal I de Pèrgam rep una ambaixada romana que, per una interpretació dels Llibres sibil·lins sobre diversos fets prodigiosos, li demanen d'emportar-se la pedra negra de la Mare Idea (la Gran Mare Frígia) que era a Pessinunt. Àtal els va rebre i els va donar la pedra, el símbol de la deessa.[4]

### Antiga Grècia
- El Senat va enviar a Publi Semproni Tudità com a procònsol a Grècia, al capdavant d'un exèrcit i d'una flota, per fer front a Filip V de Macedònia, amb el que signa finalment un tractat de pau preliminar que després el senat ratifica, conegut com a Tractat de Fenice, que posa fi a la Primera Guerra Macedònica. El senat vol assegurar la pau amb Grècia mentre dura la Segona Guerra Púnica contra els cartaginesos.[5]

### Antiga Roma
- Aquest any són elegits cònsols Publi Corneli Escipió Africà i Publi Licini Cras Dives.[6]
- Cras Dives va rebre l'ordre d'expulsar a Hanníbal del Brútium. Aconsegueix reconquerir algunes ciutats, però no pot continuar per una epidèmia que s'estén entre les seves tropes.[6]
- Corneli Escipió rep Sicília, on hi va acompanyat de Gai Leli. Leli organitza una expedició per anar al nord d'Àfrica, i Escipió prepara les tropes i els subministraments per a una invasió a gran escala. L'expedició es vol fer per convèncer dos aliats cartaginesos, el rei berber Sifax i el príncep númida Masinissa, d'ajudar a Roma contra els cartaginesos.[7]

### Hispània
- Revolta d'Indíbil i Mandoni contra Escipió l'Africà. Quan Escipió surt d'Hispània cap a Àfrica, Indíbil es torna a revoltar. Reuneix un exèrcit de trenta mil homes i quatre mil cavallers. Però els romans dirigits per Luci Corneli Lèntul i Luci Manli Acidí s'enfronten als rebels i els derroten. Indíbil mor a la lluita, i Mandoni es podt escapar amb les restes de l'exèrcit, però aviat els seus homes el lliuren als romans, que l'executen.[8]
- Magó i Hasdrúbal fill de Giscó abandonen Gades amb totes les naus i les seves tropes per acudir a Itàlia en suport d'Hanníbal. Roma queda en possessió de tot el sud d'Hispània.[9]

## Necrològiques
- Ptolemeu IV Filopàtor. Rei d'Egipte.[10]